# James Watson Cronin
Pour les articles homonymes, voir Cronin.
James Watson Cronin, né le 29 septembre 1931 à Chicago (Illinois) et mort le 25 août 2016, est un physicien américain. Il est co-lauréat avec Val Logsdon Fitch du prix Nobel de physique en 1980 « pour la découverte de violations de principes fondamentaux de symétrie dans la désintégration de mésons K neutres ».

## Biographie
James Watson Cronin étudie à la Southern Methodist University de Dallas et obtient son Ph.D. à l'université de Chicago en 1955. Il rejoint le laboratoire national de Brookhaven et devient en 1958 professeur à l'université de Princeton.
En 1964, Cronin et son collègue Val Logsdon Fitch conduisent une série d'expériences montrant une violation de la symétrie CP dans le cas de la désintégration du kaon. Dans un premier temps, quelques doutes sont émis sur la validité des résultats ou leur interprétation concernant la violation de la symétrie CP. Mais l'expérience est reproduite assez rapidement et un consensus se dégage sur la validité de cette interprétation. Cette découverte vaut à Cronin et Fitch le prix Nobel de physique en 1980 « pour la découverte de la violation d'un principe fondamental de symétrie lors de la désintégration de K-mésons neutres ».
Il est docteur honoris causa de l'université Pierre-et-Marie-Curie (UPMC) en 1994. Il assure en 1999-2000 un cours au Collège de France sur « Le développement de la physique des particules et des grandes expériences ».
En 2010, Cronin est professeur émérite à l'université de Chicago. Il est aussi porte-parole, avec Alan Andrew Watson, de l'observatoire Pierre-Auger de détection du rayonnement cosmique à haute énergie, à la conception duquel il a largement contribué.